# Igreja Matriz de Santo Antônio (Santo Antônio do Rio Abaixo)
A Igreja Matriz de Santo Antônio é uma paróquia de Santo Antônio do Rio Abaixo, em Minas Gerais, na praça Alcino Quintão, nº34.
Erguida como capela no século XVIII, foi substituída por um edifício maior e elevada a igreja paroquial no século XIX. Sua fachada é simples, seguindo um estilo neoclássico com reminiscência do barroco colonial. Possuiu uma torre no alto e um altar de estilo rococó. Foi consagrada a Santo Antônio, que na época de sua construção era o santo de devoção dos bandeirantes.

## História
No ano de 1788 o bandeirante José Ferreira Santiago dirigiu-se ao rei pedindo licença para levantar uma capela para Santo Antônio no alto de uma pequena colina, perto de um povoado. Em 1874, Firmino Alves derrubou a capela para ser substituída por uma igreja maior. Como a igreja ficava no alto da colina e o rio Santo Antônio em baixo, a cidade, tornando-se município em 1963, recebeu a denominação de Santo Antônio do Rio Abaixo. 
Ao lado da igreja foi construída uma grande escadaria de acesso. Também foi construída uma praça abaixo da igreja chamada Praça Nova República no centro da praça maior chamada Praça Alcino Quintão. A igreja pertence atualmente à Diocese de Guanhães, cujos representantes são o bispo Dom Otacílio e padre José Martins da Rocha.

## Ligações Externas
- Igreja Matriz de Santo Antônio na Diocese de Guanhães
- Igreja Matriz de Santo Antônio no Facebook